# 3553 Mera
3553 Mera este un asteroid din grupul Amor, descoperit pe 14 mai 1985 de Carolyn Shoemaker.